# Colección Arqueológica de Ánafi
La Colección Arqueológica de Ánafi es una colección o museo de Grecia ubicada en la isla de Ánafi, perteneciente al archipiélago de las Cícladas.
Esta colección contiene una serie de piezas arqueológicas procedentes de la antigua ciudad de Kasteli. Entre ellas, hay una serie de estatuas, inscripciones y elementos arquitectónicos.